# Pécsvárad
Pécsvárad là một thành phố thuộc hạt Baranya, Hungary. Thành phố này có diện tích 36,03 km², dân số năm 2010 là 4041 người, mật độ 112 người/km².